# Bombardier NGTD8DD
Bombardier NGTD8DD − niskopodłogowy tramwaj produkcji Bombardier Transportation w Budziszynie dla Drezna.

## Konstrukcja
Tramwaje NGTD8DD zamówiono po pozytywnych doświadczeniach z eksploatacjią tramwajów Bombardier NGTD12DD. NGTD8DD są tramwajami trzy członowymi i jednokierunkowymi. Dwa skrajne człony są dłuższe od tych zastosowanych w tramwajach NGTD12DD, pod członami skrajnymi są dwa wózki, natomiast człon środkowy jest podwieszony na członach skrajnych. Każdy wózek w tramwaju jest napędny, posiada po dwa silniki o mocy 85 kW. W ostatnich 20 wyprodukowanych tramwajach przekonstruowano obudowy wózków co pozwoliło na zwiększenie miejsc siedzących z 69 do 73, ilość miejsc stojących wynosi 103.

## Eksploatacja
Tramwaje NGTD8DD wyprodukowano w latach 2006-2009, łącznie wyprodukowano 40 tramwajów tego typu, wszystkie dla Drezna.